# Долна Лакавица
Долна Лака̀вица или само Лака̀вица (изписване до 1945 година: Лѫкавица), срещат се и формите Лековица и Лъковца, на гръцки: Λακκούδα, до 1927 година Λακάβιστα, Лакавица), е обезлюдено село, днес намиращо се в Република Гърция, в историко-географската област Чеч, на територията на дем Неврокоп.

## География
Село Долна Лакавица се намира на 610 m надморска височина в югозападните склонове на Родопите и попада в историко-географската област Чеч. Съседните му села са Ловчища, Осеница, Попово село, Странен, Борово, Дъблен и Вощица. През селото тече рекичка, която се влива в Мъжделската река.

## История

### В Османската империя
В подробен регистър на тимари, зиамети, хасове, чифлици, мюлкове и вакъфи в казите и нахиите по териториите на санджака Паша от 1524-1537 година от село Долна Лакавица (Лукавиче-и бьозюрг) са регистрирани мюсюлмани: 2, неженени - 1; немюсюлмани: 27, неженени - 6, вдовици - 1. В съкратен регистър на санджаците Паша, Кюстендил, Вълчитрън, Призрен, Аладжа хисар, Херск, Изворник и Босна от 1530 година са регистрирани броят на мюсюлманите и немюсюлманите в населените места. Регистрирано е и село Долна Лакавица (Лъкавиче-и Кючюк) с мюсюлмани: 5 домакинства, неженени - 8; немюсюлмани: 15 домакинства, неженени - 3, вдовици - 5. В подробен регистър на санджака Паша от 1569-70 година е отразено данъкоплатното население на Долна Лакавица както следва: мюсюлмани - 10 семейства и 13 неженени; немюсюлмани - 4 семейства и 3 неженени. В подробен регистър за събирането на данъка авариз от казата Неврокоп за 1723 година от село Долна Лакавица (Лъкавиче-и изир) са зачислени 7 мюсюлмански домакинства.
В XIX век Долна Лакавица е мюсюлманско село в Неврокопска каза на Османската империя. В „Етнография на вилаетите Адрианопол, Монастир и Салоника“, издадена в Константинопол в 1878 година и отразяваща статистиката на населението от 1873 година, Долна лековица (Dolna-lekovitsa) е посочено като село с 32 домакинства и 86 жители помаци. Според Стефан Веркович към края на XIX век Долна Лакавица има помашко мъжко население 106 души, което живее в 32 къщи.
Съгласно статистиката на Васил Кънчов („Македония. Етнография и статистика“) към 1900 година Долна Лакавица е българо-мохамеданско селище. В него живеят 250 българи-мохамедани в 50 къщи.

### В Гърция
Селото е освободено от османска власт по време на Балканската война от части на българската армия. След Междусъюзническата война от 1913 година попада в пределете на Гърция. Според гръцката статистика, през 1913 година в Долна Лакавица (Λακάβιτσα, Лакавица) живеят 326 души. Към 1920 година в селото живеят 390 души.
През 1923 година жителите на селото са изселени в Турция по силата на Лозанския договор. Жителите на Долна Лакавица емигрират в село Чобанчешмеси (област Одрин, община Кешан), Турция. През 1927 година името на селото е сменено на Лакуда (Λακκούδα). През 1928 година в Долна Лакавица са заселени 25 гръцки семейства със 77 души - бежанци от Турция. Селото е отново обезлюдено по време на Гражданската война в Гърция (1946 - 1949).
| Година    | 1913 | 1920 | 1928 | 1940 | 1951 | 1961 | 1971 | 1981 | 1991 | 2001 | 2011 | 2021 |
| --------- | ---- | ---- | ---- | ---- | ---- | ---- | ---- | ---- | ---- | ---- | ---- | ---- |
| Население | 326  | 390  | 46   | 103  |      |      |      |      |      |      |      |      |